# 刺毛越桔
刺毛越桔（学名：Vaccinium trichocladum）为杜鹃花科越桔属下的一个种。

## 扩展阅读
- 維基物種上的相關：刺毛越桔